# Trondhjems Amt
Trondhjems Amt var fra 1687 til 1804 et norsk amt. Den 24. september 1904 blev det delt i Søndre- og Nordre Trondhjems Amt.

## Fogderier i 1700-tallet
- Fosens
- Ørke- og Guldals
- Strinde og Sælbo
- Stør- og Værdalens
- Inderøens
- Numedals

## Amtsdelingen i 1804
Ifølge folketællingen i 1801 var Trondhjems Amt det folkerigeste i Norge, og amtmanden klagede over, at det var for stort og vanskeligt at administrere. Det er en forståelig klage på en tid, hvor der næsten ikke eksisterede veje, som var farbare med vogne. Det meste af kommunikationen måtte derfor foregå med postryttere (ridende postbud) eller med båd. Alt dette var - sammen med andre faktorer - medvirkende til, at det blev besluttet at dele det store amt. Ved en kongelig resolution den 24. september 1804 blev amtet delt i Søndre- og Nordre Trondhjems Amt.

Kongeligt Resolution at Trondhjems Amt skal deles i 2 Amter, saaledes at Ørke- og Guldals, Strinde og Sælbo, samt Fosens Fogderier udgjøre eet Amt, under Navn af Søndre Trondhjems Amt, samt Stør- og Værdalens, Inderøens og Numedals Fogderier eet Amt, under Navn af Nordre Trondhjems Amt, som faaer sin egen Amtmand, der hen skale boe i Værdalen, men hiint at forenes med Trondhjems Stiftamtmands Embede.